# لاندا دوشیزه
لاندا دوشیزه یک ستاره است که در صورت فلکی دوشیزه قرار دارد.